# Хансен, Кристиан (кёрлингист)
Кристиа́н Ха́нсен (дат. Christian Hansen; род. 26 мая 1976) — датский кёрлингист.
В составе мужской сборной Дании участник чемпионата мира 2003. Чемпион Дании среди мужчин (2003).

## Достижения
- Чемпионат Дании по кёрлингу среди мужчин: золото (2003).
- Чемпионат Дании по кёрлингу среди юниоров: золото (1997).

## Команды
| Сезон   | Четвёртый       | Третий        | Второй           | Первый          | Запасной Тренер                                   | Турниры                                          |
| ------- | --------------- | ------------- | ---------------- | --------------- | ------------------------------------------------- | ------------------------------------------------ |
| 1996—97 | Джоэл Островски | Kenny Tordrup | Кристиан Хансен  | David Zeuthen   | Kim Sylvest Nielsen                               | ЧДЮ 1997 · ЧМЮ 1997 (5 место)                    |
| 2002—03 | Ульрик Шмидт    | Лассе Лаурсен | Карстен Свенсгор | Джоэл Островски | Кристиан Хансен тренер: Билл Кэри, Tracy Choptain | ЧЕ 2002 (5 место) · ЧДМ 2003 · ЧМ 2003 (6 место) |

(скипы выделены полужирным шрифтом)